# Луис, царски принц Бразила
Луис, царски принц Бразила (порт. Luís, Príncipe Imperial do Brasil; Петрополис, 26. јануар 1878 — Кан, 26. март 1920), био је претендент на бивши трон Царства Бразила. Рођен је у Бразилу, као други син принца Гастона, грофа од Еу, и Изабеле, царске принцезе од Бразила.
Луис је прогнан заједно са својом породицом као резултат државног удара 1889. који је резултирао формирањем републике. Године 1908, године када се оженио, његов старији брат Педро одрекао се тврдње да наследи своју мајку у њеном захтеву на царски трон, остављајући Луиса као њеног наследника. У овој улози радио је са монархистима у Бразилу у неколико покушаја да обнове монархију. По избијању Првог светског рата пријавио се као официр британских оружаних снага и учествовао у акцији у Фландрији где је оболео од вирулентног облика реуматизма који је изазвао његову смрт у 42. години. Његове напоре у име савезника из Првог светског рата одликовале су га Белгија, Француска и Велика Британија.

## Деца
Његова жена, Марија Пија са Бурбона-Две Сицилије (12. август 1878 – 20. јун 1973):
- Принц Педро Хенрикуе од Орлеана и Брагансе (13. септембар 1909 – 5. јул 1981)
- Принц Луиз Гастао од Орлеана и Брагансе (19. фебруар 1911 – 8. септембар 1931)
- Принцеза Пиа Мариа од Орлеана и Брагансе (4. март 1913 – 24. октобар 2000)